# Lopharcha iriodis
Lopharcha iriodis es una especie de polilla de la familia Tortricidae. Se encuentra en Nepal.